# برج المجدول
برج المجدول برج ملتوي أنشئ في مدينة الرياض في السعودية، وهو ثامن أطول برج ملتوي في العالم، يقع على طريق الملك فهد العام، شمال أسواق العويس الشعبية، والهدف منه أن يكون أحد أبرز وجهات الرفاهية في الرياض، ووجهة أولى للقوة الاقتصادية والتجارية.
يصل ارتفاع البرج إلى 244 متر (801 قدم) ويصنف بأنه سابع أطول برج في مدينة الرياض والعاشر على مستوى السعودية.

## تفاصيله
بدأ تأسيسه في يناير 2013، على مساحة تقدر بنحو 76 ألف متر مربع، ويضم 55 دور فوق الأرض، و4 في القبو.

## اقرأ أيضًا
- قائمة أطول المباني في السعودية